# Марюхнич Марина Володимирівна
Марина Володимирівна Марюхнич (до 2007 — Манюк; нар.. 26 листопада 1982, смт Южне, Одеської області Української РСР) — російська волейболістка. Центральна блокуюча. Майстер спорту Росії.

## Біографія
Волейболом Марина Манюк почала займатися в 1996 році в рідному селищі міського типу Южне (нині — місто Южне) Одеської області в шкільній секції. Перший тренер — М. С. Муравський. У 16-річному віці вступила в спортивний ліцей міста Біла Церква та протягом чотирьох сезонів виступала за місцеву команду «Рось», яка грала в суперлізі чемпіонату України. У 2002—2005 рр. виступала за черкаський «Круг», у складі якого двічі поспіль ставала бронзовим призером української національної першості.
У 2002—2005 роках виступала за збірну України у відбірковому і фінальних турнірах чемпіонату Європи 2003 та відбіркових турнірах чемпіонату Європи 2005 та чемпіонату світу 2006.
У 2004 році Марина Манюк переїхала до Хабаровська і стала волейболісткою місцевого «Самородка», а незабаром і отримала російське громадянство. У 2007 році вийшла заміж за прес-аташе і статистика «Самородка» Дмитра Марюхнича і змінила прізвище. За «Самородок» Марина Марюхнич (Манюк) виступала протягом чотирьох сезонів і в його складі вигравала «срібло» Кубка Росії та «бронзу» чемпіонату Росії.
У 2008—2012 роках грала за «Уралочку-НТМК» (крім сезону 2009—2010 рр., коли перебувала у декретній відпустці), а в 2012—2016 роках — за краснодарське «Динамо». У складі цих трьох команд Марюхнич чотири рази ставала призером чемпіонатів Росії, двічі вигравала Кубок країни, тричі перемагала в єврокубкових змаганнях. У 2016 році уклала контракт з клубом «Динамо-Казань» У грудні 2016 р. у складі своєї нової команди стала володарем Кубка Росії (3-й раз поспіль), а в квітні 2017 року — срібним призером чемпіонату Росії.
Свою ігрову кар'єру Марина Марюхнич починала як діагональної нападаючої, але в 2003 на чемпіонаті Європи наставник збірної України Ігор Філіштинський вперше використав волейболістку в ролі центральної блокує. З 2010 року Марина Марюхнич грає переважно в цьому амплуа, хоча в цілому ряді матчів виходила на майданчик і на позиції діагональної.

### Клубна кар'єра
- 1998—2002 —  «Рось» (Біла Церква);
- 2002—2004 —  «Круг» (Черкаси);
- 2004—2008 —  «Самородок» (Хабаровськ);
- 2008—2012 —  «Уралочка-НТМК» (Свердловська область);
- 2012—2016 —  «Динамо» (Краснодар);
- 2016—2021 —  «Динамо-Казань» (Казань).

## Досягнення

### З клубами
- Чемпіонка Росії 2020;
- дворазовий срібний (2017, 2018) і 4-кратний бронзовий (2007, 2009, 2012, 2016) призер чемпіонатів Росії.
- 5-кратний переможець розіграшів Кубка Росії — 2014, 2015, 2016, 2017, 2019;
  - срібний (2005) і 3-кратний бронзовий (2012, 2013, 2018) призер Кубка Росії;
- дворазовий бронзовий призер чемпіонатів України — 2003, 2004.
- срібний призер Кубка України 1999.
- 3-кратний переможець розіграшу Кубка ЕКВ — 2015, 2016, 2017;
  - срібний призер Кубка ЕКВ 2009.
- переможець розіграшу Кубка виклику 2013 (MVP фінальної серії[5]);
- срібний призер чемпіонату світу серед клубних команд 2015.

### Зі збірною України
- учасниця чемпіонату Європи 2003.